# Горюшкин-Сорокопудов, Иван Силыч
Иван Силович Горюшкин-Сорокопудов (5 ноября 1873, с. Нащи, Тамбовская губерния — 29 декабря 1954, с. Ивановка, Пензенская область) — русский живописец, график и педагог, Заслуженный деятель искусств РСФСР (1943).

## Биография
Родился в семье солдата и бурлака Силы Васильевича Горюшкина, рано осиротел. Воспитывался у дальних родственников (мещан Сорокопудовых) в Саратове. В юности работал официантом и подсобным рабочим («мальчиком при буфете») на ходивших по Волге пароходах. Интересовался рисованием. По совету П. Я. Пясецкого, известного путешественника по Монголии, Китаю и Восточной Сибири, поступил в учение к П. А. Власову в Астрахани (1890—1892). Вместе с Горюшкиным учились Б. Кустодиев, А. Вахрамеев, И. Елатонцев.
В 1902 уехал для продолжения учёбы в Петербург, в 1892—1895 годах занимался в рисовальной школе Императорского Общества поощрения художеств. В 1897—1902 гг. обучался в Императорской Академии художеств у П. О. Ковалевского, В. В. Матэ, в мастерской И. Е. Репина (1899—1902). Учился вместе с И. Я.  Билибиным, Б. М. Кустодиевым, К. А. Сомовым, И. И. Бродским, Ф. В. Сычковым. Получил 1-ю премию Академии художеств за картину «За оградой тихой обители» (1902). Дипломная работа «На концерте в Павловске» (1902). С 1897 года участвовал в выставках (АХ, ОПХ, «Общество русских акварелистов», АХРР и др.). Активно сотрудничал с журналами «Нива», «Столица и усадьба» и т. д.
Предмет интересов художника в ранний период — историческая живопись, портрет, пейзаж («Княже у обедни», «Женщина времен Тишайшего царя», «Уголок прошлого», «Канун Пасхи в старину», «Раздача милостыни в Святую ночь в старой Руси», «Плач Ярославны»). Делал иллюстрации к произведениям русских писателей: П. И. Мельникова-Печерского «В лесах» (1909), А. К. Толстого «Князь Серебряный» (1908—10).

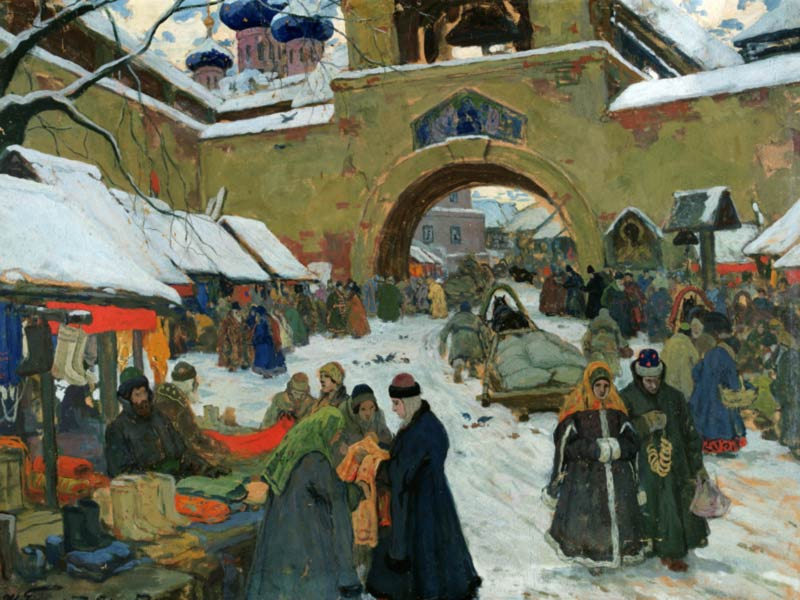
И. Горюшкин-Сорокопудов. Базарный день в старом городе. 1910

Оставил работы о Революции 1905—1907 гг. — («Баррикады. 1905 год»; «Разгром барской усадьбы», 1905), «Шлиссельбургская тюрьма» и её позднейший вариант «Привезли арестантов» (1932). Вместе с А. И. Вахрамеевым, Н. Ф. Петровым, Д. Н. Кардовским и др. в 1906 году принимал участие в издании журнала «Гамаюн», запрещенного цензурой.
С 1908 года — преподаватель Пензенского художественного училища. Создал крупные картины исторического содержания — «Сцена из XVII столетия», «Из века в век», «Базарный день в старом городе», «Божий суд», а также работы в других жанрах — «Портрет В. В. Фоминой», «Портрет жены», «Портрет матери» (матери жены, Клавдии), «Портрет актрисы А. Н. Собольщиковой-Самариной», «Поцелуй», «Портрет кн. Н. В. Мансыревой», «Автопортрет», «Девушка на солнце» (все 1900—10-е гг.).
Во время Первой мировой войны создал полотна «Подвиг сестры милосердия» (1914—1916), «Пленных привезли!» (1916). В послереволюционные годы художник активно участвовал в организации АХРР и ОМАХРР в Пензе, экспонировал свои произведения на выставках этих объединений. Создал картины «Групповой портрет московских художников», «Портрет худ. Ф. В. Сычкова» (1934), «Ленин и революция», «Ленин на трибуне», «На родине весна», «Похороны В. И. Ленина», «Зима» (1936), «Ивановка» (1939) и другие.
Много занимался педагогической деятельностью. Преподавал в Рисовальной школе ОПХ (1903—08), Пензенском художественном училище (1908—30, 1932—54). Отстранялся советскими властями от преподавательской работы. Директор Пензенского художественного училища (1942—45), Пензенской картинной галереи (1942—47). Награждён орденом Трудового Красного знамени (1943).

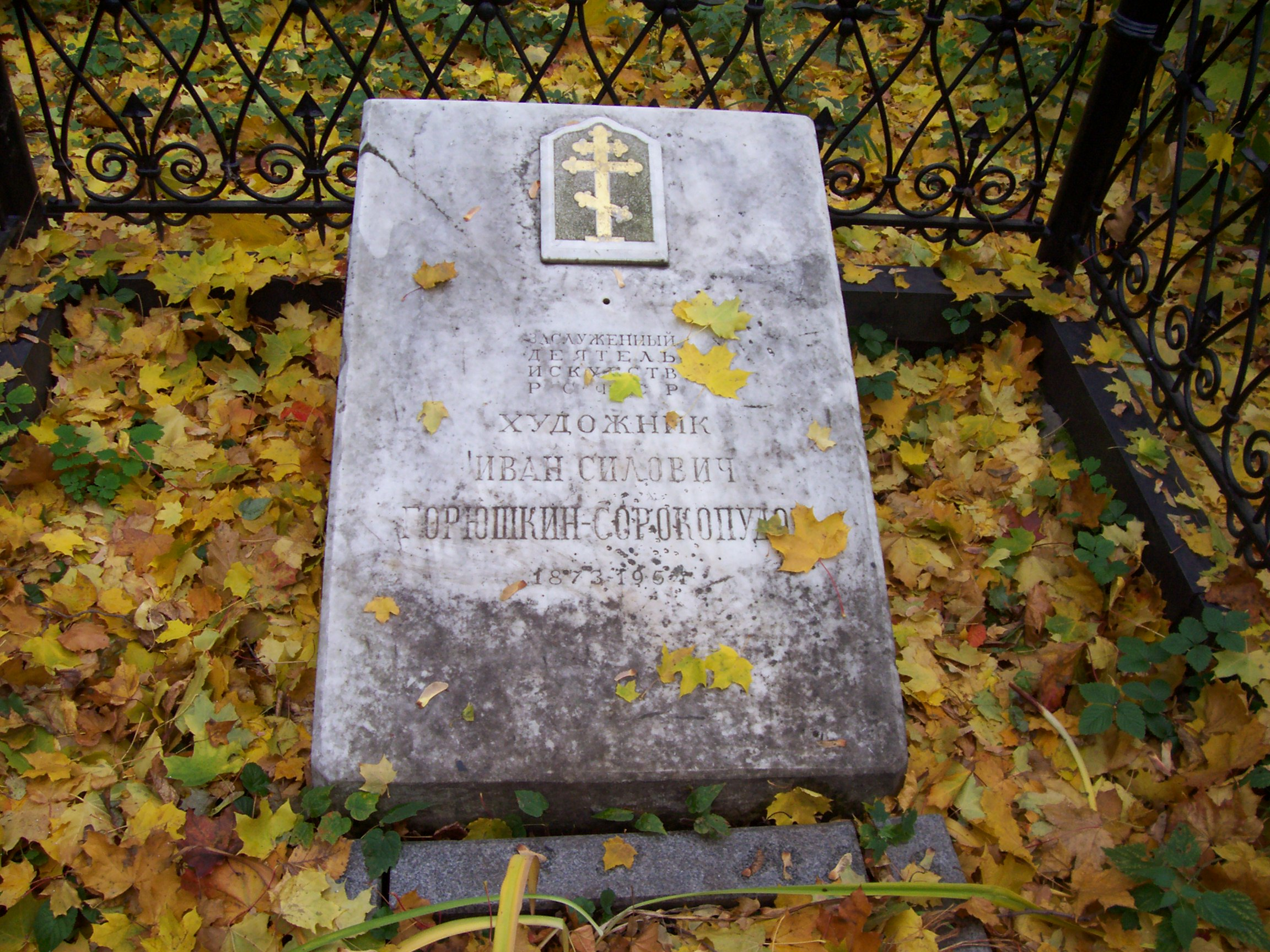
Могила И. С. Горюшкина-Сорокопудова на Митрофановском кладбище в Пензе

Написал воспоминания «Годы учёбы у Репина» (Художественное наследство. Репин, Т. 2. М. — Л., 1949) и о своей работе в Петрограде в 1920-х гг. (Горюшкин-Сорокопудов И. С. За реализм — под суд (из воспоминаний художника) // Художник. 1963, № 10. С.59-63).
Работы Горюшкина-Сорокопудова находятся во многих музеях России, включая Государственную Третьяковскую галерею. В Пензенской картинной галерее хранится свыше 200 его произведений.
Похоронен в Пензе на Митрофановском кладбище рядом с Константином Савицким. Могила И. С. Горюшкина Сорокопудова имеет охраняемый статус — является объектом культурного наследия регионального значения с 1966 года.
Мемориальный музей Горюшкина-Сорокопудова создан в Пензенской картинной галерее (с 1986). Мемориальная доска на здании Пензенского художественного училища.

## Известные ученики
- Гюрджян, Габриел Микаелович (1892—1987) — Народный художник Армянской ССР.
- Позднов, Виктор Андреевич (21 октября 1929, Борисоглебск — 11 октября 2010, Уфа) — живописец, заслуженный художник Республики Башкортостан.